# Eisenbahnbrücke Langon (Gironde)
Die Eisenbahnbrücke Langon (Gironde), eine der Garonnebrücken in Langon, führt die Bahnstrecke Bordeaux-Sète in Langon im Département Gironde in der französischen Region Nouvelle-Aquitaine über die Garonne.
Die heutige, von 1996 bis 1998 erstellte Stahl-Balkenbrücke ersetzte die von 1854 bis 1855 erbaute schmiedeeiserne Vollwandträgerbrücke an der gleichen Stelle.
Wenige Meter neben ihr steht die Straßenbrücke Langon, eine moderne Spannbetonbrücke, die eine Gitterträgerbrücke ersetzte, die von der Mitte des Ortes ans andere Ufer führte. Diese war wiederum der Ersatz für eine ursprüngliche Hängebrücke.

## Brücke von 1855

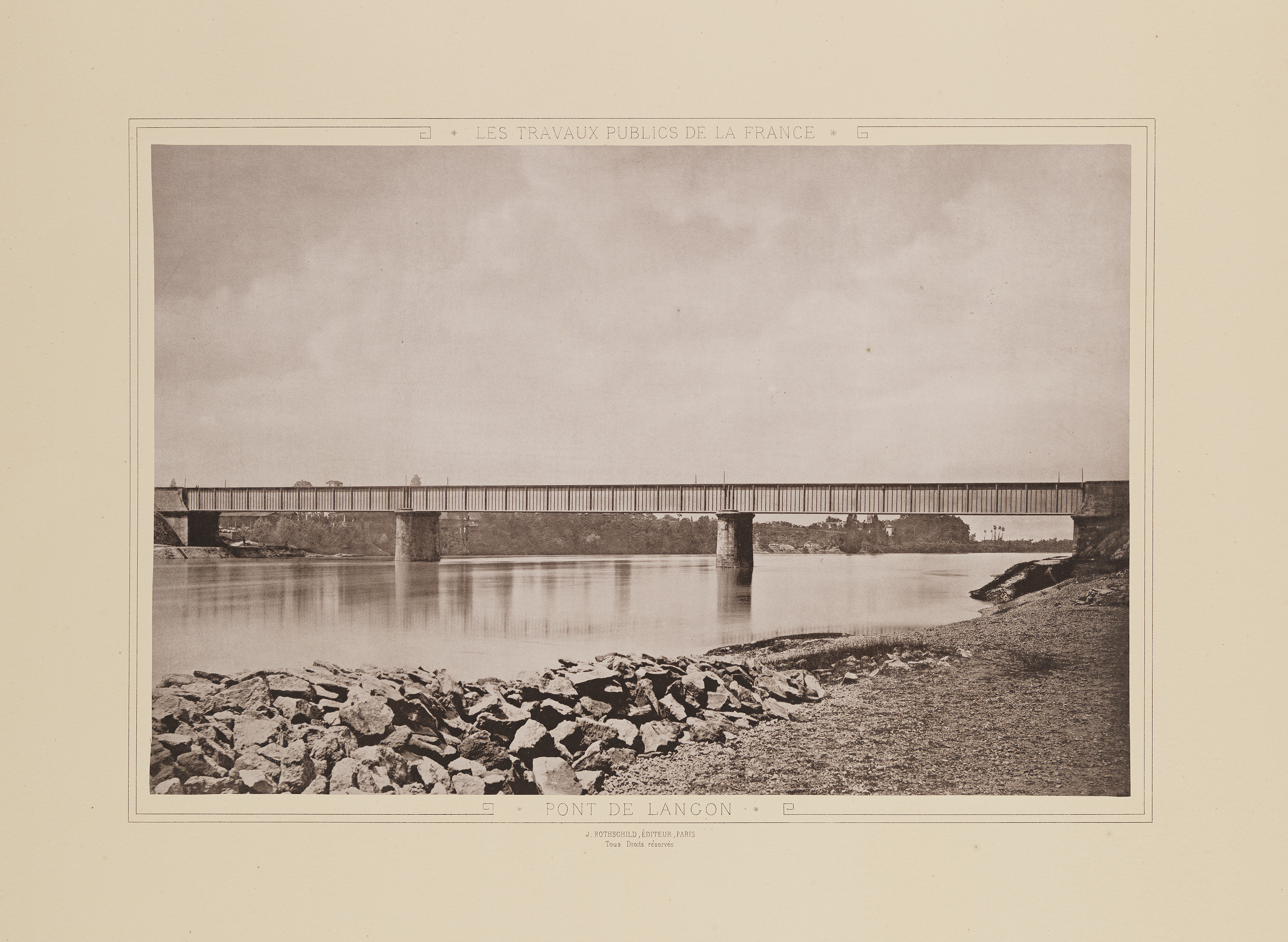
Eisenbahnbrücke Langon, 1883

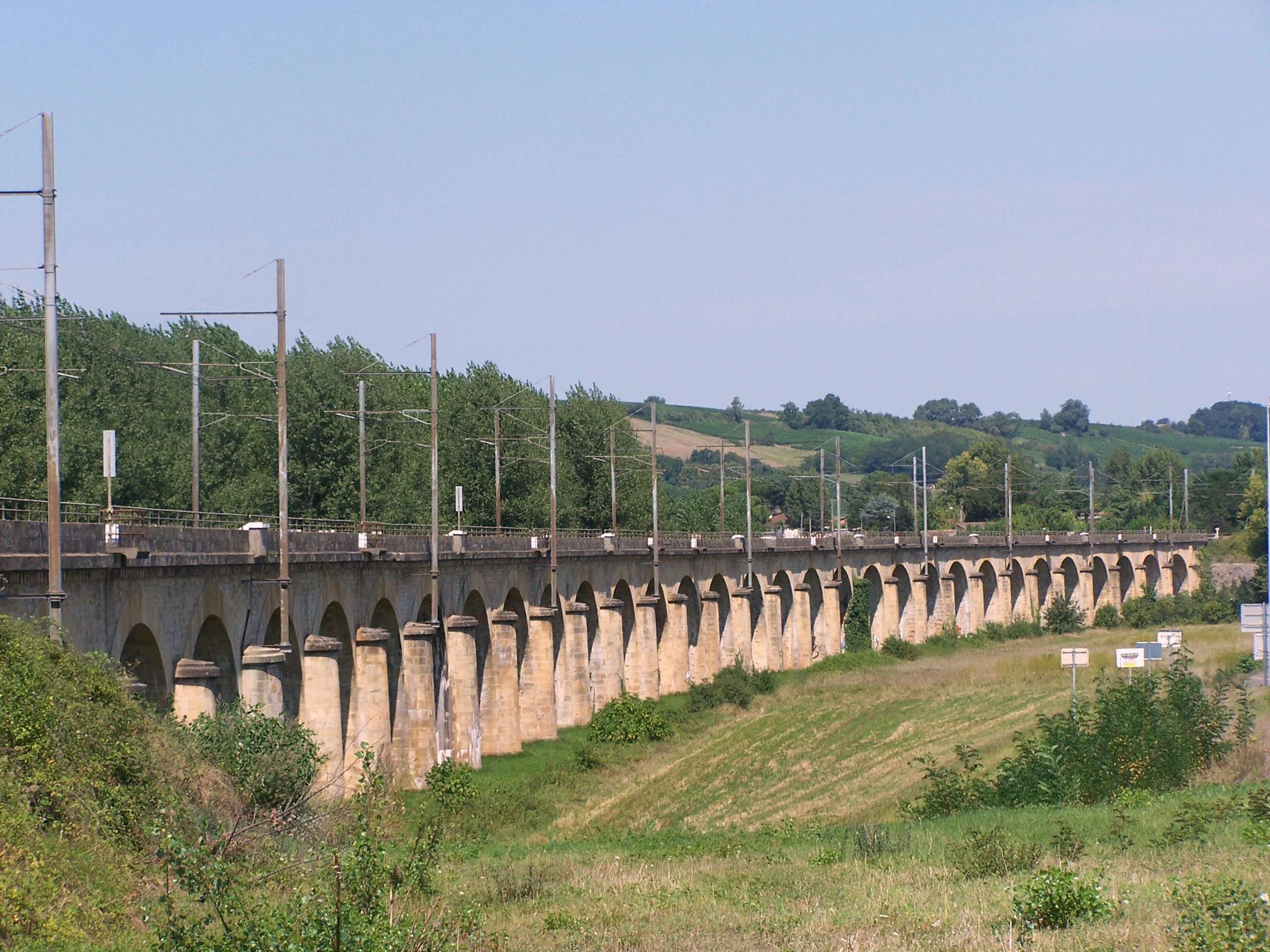
Viadukt nördlich der Brücke

Die Bahnstrecke Bordeaux-Sète (damals noch Bordeaux–Cette geschrieben) der von den Gebrüdern Émile und Isaac Pereire 1853 gegründeten Compagnie des chemins de fer du Midi überquerte bei Langon die Garonne auf einer Brücke, an die sich ein Viadukt mit 32 Steinbögen anschloss, das über das Hochwasserbett am rechten Ufer führte.
Die insgesamt 210 m lange Brücke hatte zwei parallele schmiedeeiserne Vollwandträger mit einer Konstruktionshöhe von 5,50 m, die durch Querträger verbunden und mit diagonalen Verbänden versteift und von den Widerlagern und zwei steinernen Strompfeilern gestützt wurden. Die Pfeilerachsabstände betrugen 66,5 + 77,0 + 66,5 m. Die Bahngleise waren auf Querträgern in halber Höhe der Vollwandträger verlegt.
Die Konzeption der Brücke ging auf Eugène Flachat zurück, der kurz zuvor die Eisenbahnbrücke Asnières entworfen hatte, die die ebenfalls von den Gebrüdern Péreire angelegte Strecke von Paris nach Saint-Germain-en-Laye über die Seine führte. Das war die erste schmiedeeiserne und gleichzeitig die erste Hohlkastenbrücke Frankreichs. Nach ihrem Muster, aber nicht mehr als geschlossene Hohlkastenbrücken, wurden u. a. die Brücke in Langon und die Eisenbahnbrücke Moulins (Allier) gebaut. Ebenso wie die Brücke in Asnières wurde auch die Brücke in Langon durch das Unternehmen von Ernest Goüin errichtet (der späteren Société de Construction des Batignolles und heutigen Spie Batignolles).

## Brücke von 1998
Im Zuge des Ausbaus der Strecke auf 160 km/h genügte die 1855 gebaute Brücke nicht mehr den gestiegenen Lasten und wurde deshalb in den Jahren 1996 bis 1998 durch eine stählerne Balkenbrücke ersetzt. Sie hat im Wesentlichen die gleichen Abmessungen wie die alte Brücke. Da der Eisenbahnverkehr nicht vollständig unterbrochen werden durfte, handelt es sich technisch gesehen um zwei nebeneinander stehende Brücken für jeweils ein Gleis. Beide Brücken haben zwei leicht gevoutete Vollwandträger.
Hinter der Brücke nutzt die Strecke nach wie vor das ursprüngliche Viadukt über dem Hochwasserbett.